# ¡A las armas!
¡A las armas! es una historieta del dibujante de cómics español Francisco Ibáñez perteneciente a la serie Mortadelo y Filemón.

## Sinopsis
El armamento de la T.I.A. está muy anticuado. La T.I.A. ha decidido renovarlo y comprar lo último en armamento. Mortadelo y Filemón serán los encargados de probar las nuevas armas.